# Детский мир (Лубянская площадь)

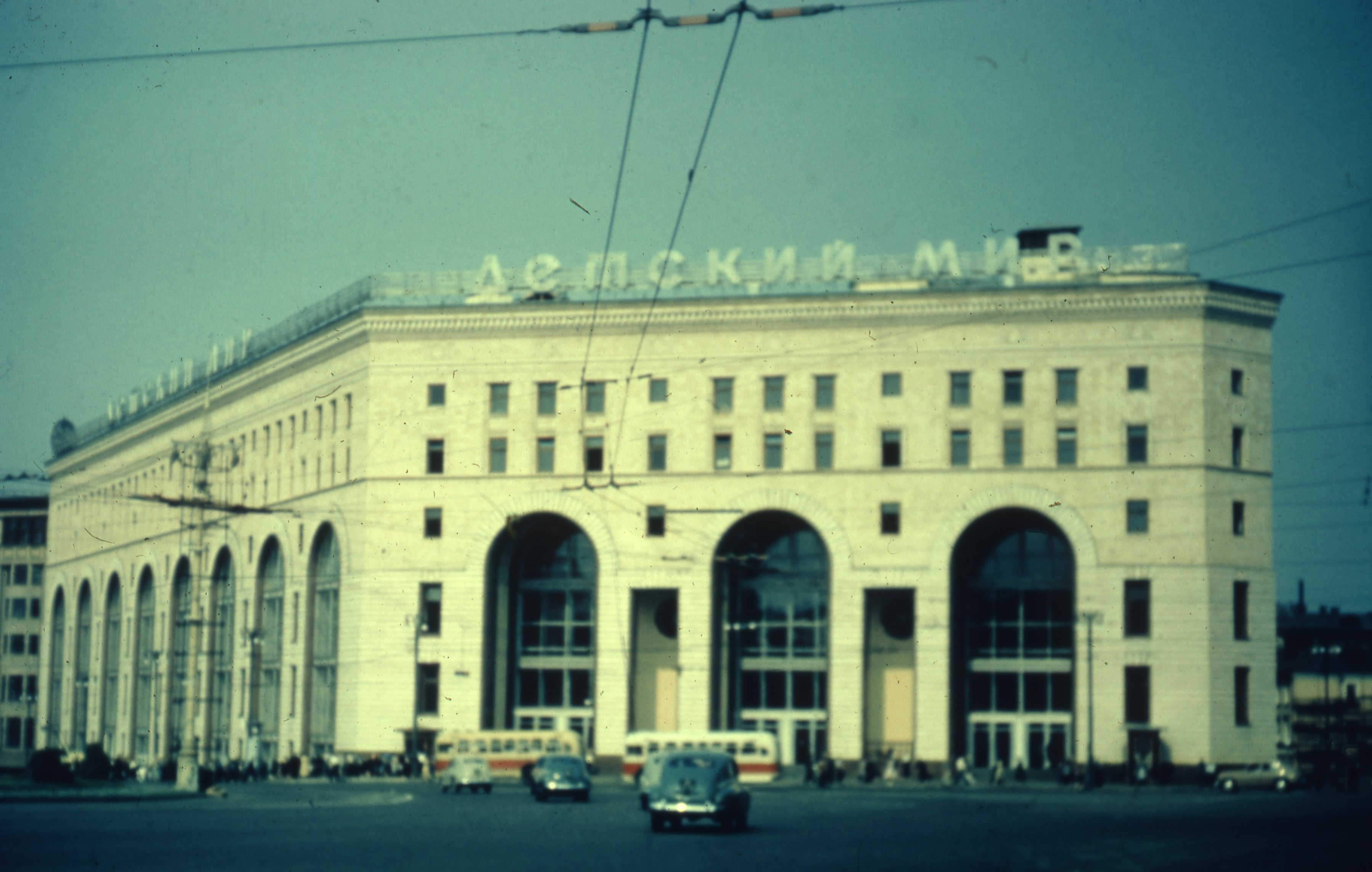
Вид здания в 1960-е годы

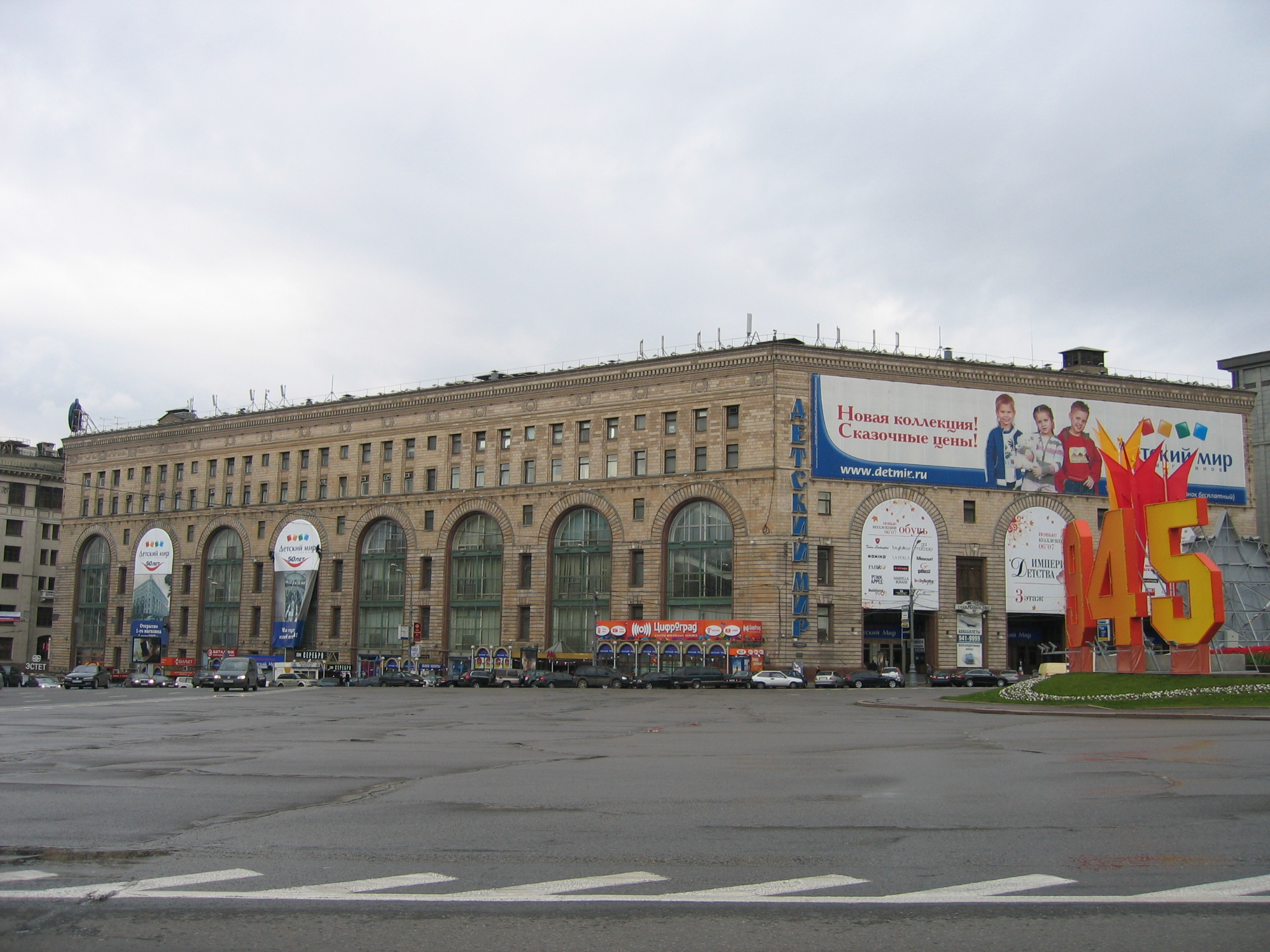
Внешний вид здания до реконструкции

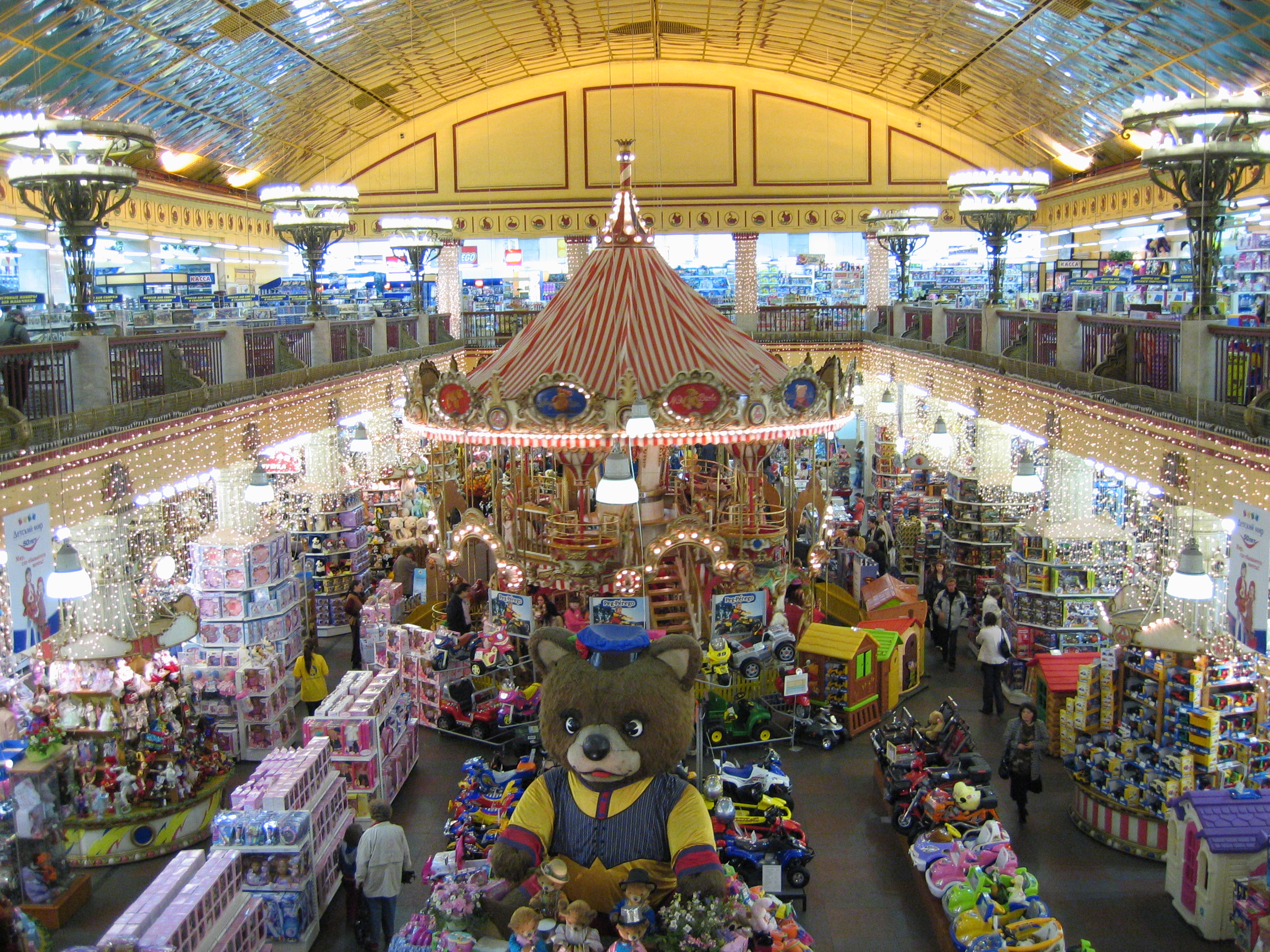
Интерьер здания до реконструкции (атриум)

Центральный детский магазин на Лубянке (до 2015 г. — центральный универмаг «Детский мир») — самый большой специализированный детский торговый комплекс в России, расположенный по адресу: г. Москва, Театральный пр., д. 5, стр. 1.
Здание было построено в 1953—1957 годах в центре Москвы, на площади Дзержинского (с 1990 г. — Лубянская площадь) по проекту архитектора Алексея Николаевича Душкина (соавторы Г. Г. Аквилёв, Ю. В. Вдовин, И. М. Потрубач и инженер Л. М. Глиэр) на месте снесённого Лубянского пассажа, над станцией метро глубокого заложения «Дзержинская» (с 1990 г. — «Лубянка»).
Магазин, открытый 6 июня 1957 года, стал самым большим детским магазином в СССР и первым торговым сооружением, сделанным по мировым стандартам. В универмаге производилась торговля всеми видами товаров для детей разных возрастов — от новорождённых до школьников старших классов.
В 2005 году здание получило статус объекта культурного наследия регионального значения. В 2008 году Центральный детский магазин на Лубянке был закрыт на реконструкцию и реставрацию. В 2015 году владелец объекта — ГК «Галс-Девелопмент» — завершил масштабную реконструкцию, в результате которой был сохранён исторический облик здания магазина. На месте трёхэтажного атриума архитектора Душкина, где находилась знаменитая карусель, был выстроен новый, высотой в семь этажей; торговая площадь увеличилась более чем на четверть, до 34 тыс. м². Инвестиции в проект составили 8 млрд руб..
С 2015 года функционирует под вывеской «Центральный детский магазин на Лубянке» (ЦДМ) ввиду того, что историческое название принадлежит прежнему собственнику здания — торговой сети «Детский мир».

## Здание
Работа над проектом здания центрального «Детского мира» началась в начале 1953 года. Его автором стал выдающийся советский архитектор Алексей Душкин, проектирование и строительство курировал Анастас Микоян. Строительство велось над станцией метро глубокого заложения «Дзержинская» (с ноября 1990 г. — «Лубянка»), на месте снесённого Лубянского пассажа (1882—1883, архитектор Александр Вейденбаум) с использованием его фундаментов и части сводчатых подвалов, включённых в новое здание. До постройки собственного здания магазин располагался на другой стороне площади — в бывшем доходном доме Стахеева на Мясницкой, 6.
Строительство велось в три очереди, после каждой из них техническое задание существенно менялось в основном в сторону расширения объёмов строительства и архитектору приходилось перепроектировать решение. В итоге на территории 1 га было возведено семиэтажное строение общей площадью чуть более 58 тыс. м² с чердачным помещением и двумя подземными этажами, высота по карнизу со стороны Рождественки составила 181,1 метра. Стало первым зданием в СССР, где были установлены эскалаторы.

### Архитектурное решение
Стилистически здание представляет собой образец перехода от сталинского классицизма к минимализму 1960-х годов. 
В ходе строительства проект универмага редактировался, ряд внешних и внутренних элементов декора, включая мозаичные панно работы Павла Корина, не был реализован из-за «борьбы с излишествами в архитектуре».

#### Внешний вид
Объём здания был создан как часть ансамбля площади Дзержинского (ныне — Лубянская площадь). Большие аркады и изначально задуманный декор должны были придать огромному сооружению лёгкость и приподнятость, скрывая его грандиозные масштабы.
Цокольный этаж был облицован гранитом, стены — керамическими блоками производства Кучинского завода. Промежуточные тяги, элементы карниза и другие детали также были выполнены из керамики, широко применявшейся в архитектуре Москвы конца 1940—1950-х годов. Архивольты, охватывающие большепролётные витражи и обрамления оконных проёмов, были выполнены из гранитных блоков, витражные конструкции сделаны из алюминия, с литыми накладными деталями из металла.

#### Интерьер
Первые три этажа магазина представляли собой большие пространства, в которых были расположены стенды с продукцией заводов и фабрик СССР, производящих товары для детей. В угловых частях здания были расположены дублированные лифтами лестничные пролёты с мраморными балясинами, в его центральной части находился двухъярусный атриум, ставший настоящим «лицом» ЦДМ на Лубянке. Свод этого зала, перекрытый фермами в уровне четвёртого этажа, был изготовлен из армированного стекла, с включением витражей из цветного стекла на бронзовой пайке. Верх стены на границе со сводом был декорирован лепным кессонированным фризом, балюстраду украшали большие бронзовые светильники, установленные на мраморных колоннах круглого сечения, дополненных бронзовыми волютами. Тонкие столбики балюстрады венчались изящными бронзовыми капителями. Позднее в центральном зале появились большие настенные часы в виде избушки, а также карусель с лошадками.
Над центральным залом был расположен внутренний световой двор, окружённый корпусами на высоту трёх этажей, в которых находились служебные и технические помещения.
Для отделки интерьеров использовались долговечные, дорогостоящие материалы. Колонны центрального зала, главного входного вестибюля и эскалаторного холла, балюстрады, картуши, элементы архитектурного ордера, были выполнены из белого мрамора, им же были облицованы стены. На лестничных маршах и в вестибюлях применялась инкрустация из цветного мрамора. Осветительные приборы, вентиляционные решётки, лестничные ограждения выполнялись по индивидуальным авторским рисункам с использованием чугуна, бронзы, других цветных металлов, для столярных работ применялись ценные породы дуба и ясеня.
В 1992 году «Детский мир» был приватизирован, в начале 1990-х в здании появились различные арендаторы, в том числе, банк и автомобильный салон. Тем не менее, до середины 2000-х годов основные торговые площади отводились под детские товары: на первом этаже продавались товары для школы, на втором и третьем — игрушки, товары для новорождённых и детская одежда, в атриуме проводились новогодние базары.
Согласно постановлениям правительства Москвы от 1997 года здание входит в состав заповедной территории ансамбля Московского кремля и в состав зон охраняемого ландшафта и охраняемого культурного слоя. В 2005 году оно получило статус объекта культурного наследия регионального значения.

## Реконструкция
В 2006 году собственник здания ГК «Галс-Девелопмент» объявил о его полной реконструкции, сославшись на то, что инженерно-техническое состояние комплекса не отвечает нормам безопасности. 

1 июля 2008 года торговый комплекс был закрыт на реконструкцию.
В ходе работ были выдвинуты различные архитектурные проекты, ни один из которых не был утверждён. В конце 2011 года застройщиком был представлен новый архитектор Павел Андреев. 
В начале июня 2012 года во время презентации плана по восстановлению универмага, подготовленного под его руководством, было анонсировано смещение акцентов в предстоящем строительстве на сохранение первозданного убранства и габаритов внутренней планировки, с проведением работ над центральной частью внутренних помещений в реставрационном режиме. Заявлялось, что будет сохранена историческая форма и размеры атриума, шаг окружающих его колонн, воссоздана оригинальная балюстрада.
Однако в ходе строительных работ, обошедшихся примерно в 8 миллиардов рублей, на месте трёхэтажного атриума архитектора Душкина появился семиэтажный, торговая площадь увеличилась более чем на четверть (34 тыс. м²), общая площадь нового здания составила 74 тыс. м².
Обновлённый «Центральный детский магазин на Лубянке» был открыт 31 марта 2015 года.
Изначально магазином управляла собственная структура ГК «Галс-Девелопмент», с начала 2016 года до середины 2017 года — компания ООО «АНН Ритейл» Александра Мамута, после чего управление было передано ООО «ЕСЕ Русланд». С 2018 года в связи с уходом «ЕСЕ Русланд» с российского рынка управление объектом было вновь передано ГК «Галс-Девелопмент».

### Результаты реконструкции

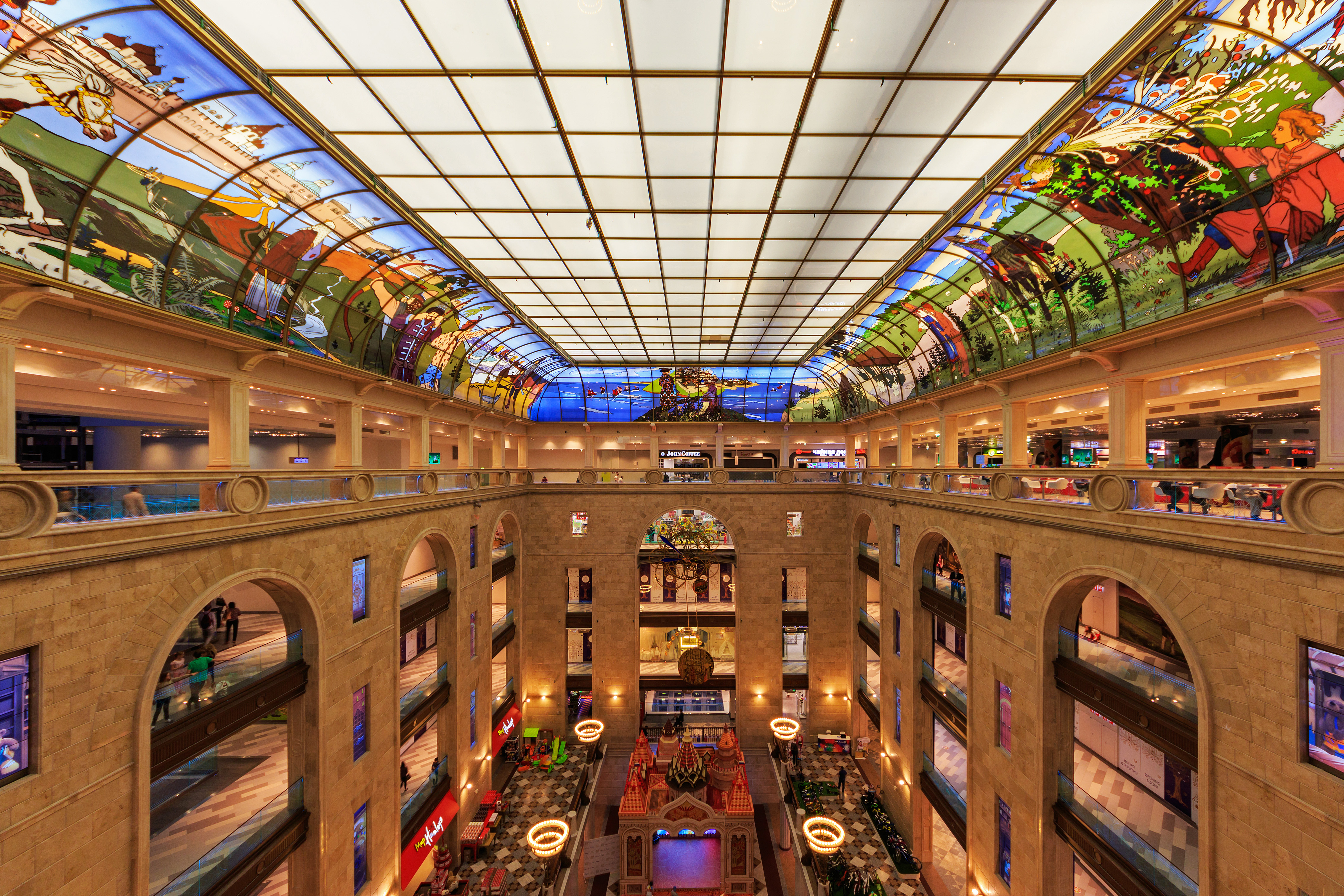
Атриум перестроенного здания, 2015 год

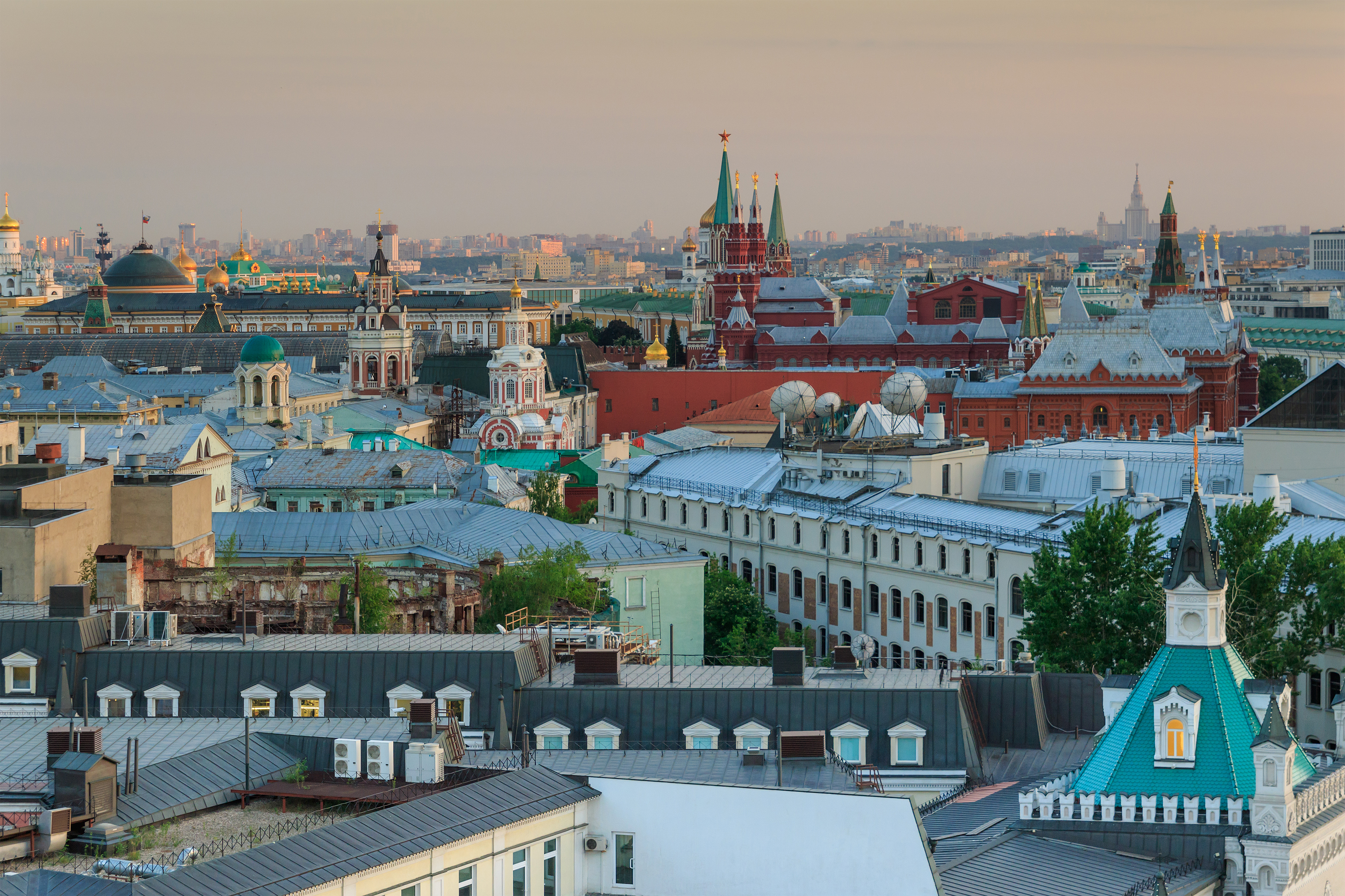
Вид со смотровой площадки

С 2015 года универмаг функционирует под вывеской «ЦДМ на Лубянке». Прежний собственник здания, торговая сеть «Детский мир», ведёт деятельность под этим названием на других торговых площадках Москвы. Карусель, многие годы находившаяся в атриуме, на первом этаже исторического здания «Детского мира», теперь находится у входа в магазин «Детский мир», открытого в декабре 2013 года в торговом центре «Мега Белая Дача». В 2021 году карусель с лошадками вновь появилась в главном атриуме ЦДМ.
В ходе реконструкции была восстановлена трёхпролётная лоджия фасада, утерянная в 1980-е годы. Из всего первоначального внутреннего убранства сохранились лишь восемь бронзовых торшеров в атриуме и отреставрированные мраморные лестницы и перила. В ограждениях атриума было установлено более 100 балясин, повторяющих черты утраченных оригинальных. Мрамор для отделки нового атриума был добыт в Коэлгинском месторождении (Уральские горы) — этот же сорт камня использовали при строительстве Детского мира в 1957 году. В верхней части атриума были установлены витражи по мотивам иллюстраций Ивана Билибина.  

Малый атриум ЦДМ украшен витражами по мотивам картин с видами Москвы художника Аристарха Лентулова. На небольшом участке крыши находится смотровая площадка.
Интерьер дополнили монументальные часы, построенные Петродворцовым часовым заводом. Часовой механизм весит 4,5 тонн и состоит из 5 тысяч деталей, изготовленных из стали, алюминия, титана и покрытых золотом, действующий механизм часов достигает размеров 6 на 7 метров и состоит из 21 шестерёнки, 4-метрового балансового анкерного колеса и 13-метрового маятника диаметром 3 метра. Зеркальная поверхность маятника действует как асферическое зеркало, создавая оптический эффект. Основной механизм часов расположен на уровне пятого этажа; по словам производителя — это самые большие механические часы в мире, они входят в пятёрку ведущих мировых механических часов, таких как Биг-Бен, кремлёвские куранты, пражские куранты и часы в Гуаньчжоу.
Кроме площадей для торговли товарами для детей и юношества, в здании расположились город профессий «Кидбург», детский центр научных открытий и лаборатория «Иннопарк», многозальный кинотеатр, киберспортивная арена Winstrike, сайкл-студия Rock the Cycle, сказочная резиденция Бабы Яги и ряд интерактивных обучающих площадок. На последнем торговом этаже размещён ресторанный дворик, этажом выше устроен «Музей детства», где собрано около тысячи экспонатов, включая старые игрушки. На небольшом участке крыши находится смотровая площадка с панорамным видом на центр столицы. С 15 июля 2019 года на нулевом этаже ЦДМ работает гастрогалерея, объединившая многие популярные кухни мира.

## Ограничения в связи с эпидемией
В мае 2021 года против магазина было возбуждено дело об административном правонарушении из-за нарушения антикоронавирусного режима. 21 мая суд постановил приостановить работу магазина на 7 суток в связи с нарушением санитарных норм. Поводом для проверки стало проведение в магазине автограф-сессии с актёрами фильма «Майор Гром: Чумной Доктор», ради которой снаружи здания выстроилась очередь из нескольких тысяч человек; люди не соблюдали дистанцию, многие из них были без требуемых масок. В ходе проверки Роспотребнадзор установил, что в магазине не было оборудования для обеззараживания воздуха, маленький запас антисептика, а сотрудники магазина не сдавали тесты на коронавирус. 25 мая 2021 года Центральный детский магазин на Лубянке возобновил работу в штатном режиме.